# Jean-Casimir du Palatinat
Jean-Casimir du Palatinat (en allemand : Johann Kasimir von Pfalz-Simmern), né le 7 mars 1543 à Simmern et mort le 16 janvier 1592 à Heidelberg, est le troisième fils de l’électeur palatin du Rhin Frédéric III. Tenant du calvinisme comme son père, mais à l'encontre de son frère aîné Louis, il intervient en 1575-1576 en France lors de la cinquième guerre de religion. Il devient régent de l'électorat à la mort de Louis en 1583. 

## Biographie

### Origines familiales et jeunesse
Il est le dernier fils de Frédéric III (1515-1576) et de Marie de Brandebourg-Culmbach, après Louis (1539-1583) et Christophe (1551-1574).
Marié en 1570 à Elisabeth de Saxe, il réside à partir de 1571 à Kaiserslautern.

### La troisième guerre de religion (1568-1570)
L'armée des Protestants ayant été défaite à Saint-Denis le 10 novembre, le prince de Condé est dans une situation délicate. Il décide de faire de nouveau appel aux princes allemands. Frédéric III, seul prince calviniste de l'Empire, accepte d'envoyer des reîtres et des lansquenets sous le commandement de son fils Jean-Casimir, contre la promesse de cent mille écus et du gouvernement des Trois-Evêchés. La jonction entre les protestants français et l'essentiel de l'armée de Jean-Casimir s'opère près de Pont-à-Mousson à la Noël 1567.

### La cinquième guerre de religion (1575-1576)
En 1575, il conduit en France une armée de 16 000 mercenaires pour soutenir les protestants français et les Malcontents, notamment François d’Alençon, frère du roi, lors de la cinquième guerre de religion.  En contrepartie, il doit recevoir une pension et le gouvernement des Trois-Évêchés à titre viager. Battu à son entrée en France par le duc de Guise à Dormans, il parvient cependant à faire sa jonction avec les insurgés dans le Charolais en mars 1576, après avoir pillé Fontaine-Française, Cîteaux et Nuits-Saint-Georges. 
Dans le cadre de l’édit de Beaulieu, promulgué par Henri III, Jean-Casimir obtient une pension, un commandement, le duché d’Étampes, ainsi que le paiement de ses troupes et une rançon de six millions de livres, mais doit renoncer aux Trois-Évêchés. Il emmène en otage le surintendant des finances Pomponne de Bellièvre. Au retour, il lâche ses troupes, qui pillent de nouveau la Bourgogne. Mais rien ne lui est payé et il renonce à son titre de duc d'Étampes en 1577.

### La période 1576-1583
À la mort de son père en 1576, l'électorat revient à Louis, mais Jean-Casimir reçoit le gouvernement de la principauté de Palatinat-Lautern (Fürstentum Pfalz-Lautern) qui inclut les deux villes de Kaiserslautern et de Neustadt. 
Les débuts de la succession sont conflictuels : alors que Frédéric III avait établi le calvinisme comme religion de l'électorat, Louis est luthérien et cherche à promouvoir le luthéranisme, notamment au sein de l'université de Heidelberg.
En 1578, Jean-Casimir fonde  à Neustadt une université calviniste, le Casimirianum Neustadt, avec des professeurs chassés de l’université de Heidelberg. Cette université fonctionnera seulement jusqu'en 1583.
L'année 1578 est aussi celle de son intervention dans la guerre qui a lieu depuis 1568 aux Pays-Bas entre l'armée de Philippe II, alors commandée par don Juan d'Autriche (gouverneur général) et Alexandre Farnèse, et celle de Guillaume d'Orange. Les États généraux autorisent son intervention le 29 mai, malgré les réticences de Guillaume d'Orange, qui trouve Jean-Casimir trop extrémiste sur le plan religieux. Celui-ci se joint donc pendant l'été aux forces néerlandaises de l'armée des États généraux regroupées près de Malines sous le commandement de Maximilien de Hénin-Liétard, comte de Boussu.

### La régence de l'électorat palatin (1583-1592)
Louis VI étant mort en 1583, Jean-Casimir assume la régence pour son neveu Frédéric IV (1574-1610). 
En 1589, il fait arrêter son épouse, qu'il accuse d'adultère et de complot en vue de l'assassiner. Elle meurt en prison le 2 avril 1590.
Paschal de L'Estocart, musicien français, lui dédie un recueil.

## Mariage et descendance
Il épouse en 1568 une luthérienne Élisabeth de Saxe, fille de l'électeur Auguste Ier. 
Ils ont eu trois filles : Marie (1576–1577), Élisabeth (1578–1580) et Dorothée (1581–1631), qui devait épouser par la suite Jean-Georges Ier d'Anhalt-Dessau. 

### Iconographie
- Portrait de Jean-Casimir du Palatinat (Kunsthistorisches museum)